# Il cavaliere della libertà
Il cavaliere della libertà (Abraham Lincoln) è un film biografico del 1930 incentrato sulla vita di Abramo Lincoln, diretto da David W. Griffith e interpretato da Walter Huston. Negli Stati Uniti uscì coi titoli Abraham Lincoln e D. W. Griffith's Abraham Lincoln. Si tratta del primo film sonoro diretto dal regista americano (il penultimo della sua carriera) e il primo interpretato dall'attrice Una Merkel, nel ruolo di Ann Rutledge.
Nel 1958 il film è diventato di pubblico dominio a causa del mancato rinnovo del copyright, con il risultato che chiunque da allora ha avuto la possibilità di duplicare e commercializzare copie in VHS e DVD. Per questo motivo esistono in circolazione versioni differenti del film, con diversi montaggi e spesso di qualità molto bassa in quanto derivate da copie di seconda o terza generazione.
Il cavaliere della libertà fa parte della collezione dedicata a D. W. Griffith del MOMA di New York, al quale è stato donato dal produttore e sceneggiatore Paul Killiam, collezionista di film dell'epoca del muto. I fondi per la sua conservazione sono stati forniti da The Lillian Gish Trust for Film Preservation, The Film Foundation e dalla Hollywood Foreign Press Association.

## Trama
La prima parte del film descrive la giovinezza di Abramo Lincoln e la sua ascesa da semplice boscaiolo dell'Illinois ad affermato avvocato, la sfortunata storia d'amore con Ann Rutledge e il matrimonio con Mary Todd. La seconda parte è incentrata sull'attività politica di Lincoln, dai dibattiti con Stephen A. Douglas durante la campagna del 1858 alla nomina come sedicesimo Presidente degli Stati Uniti nelle elezioni presidenziali del 1860, fino alla guerra di secessione in cui dirige le forze federali guidandole alla vittoria, deciso a preservare ad ogni costo l'unità nazionale. L'attentato al Ford's Theatre di Washington porrà fine alla sua vita il 15 aprile 1865.

## Produzione
Deluso dagli scarsi risultati al botteghino degli ultimi film di Griffith, nel 1929 il produttore Joseph M. Schenck stava prendendo in considerazione il suo licenziamento ma il regista si batté strenuamente perché gli fosse concessa l'opportunità di cimentarsi per la prima volta col sonoro. Griffith gli propose la sua idea di un film sulla vita di Abramo Lincoln e Schenck approvò il progetto. Il produttore capì subito che sarebbe stata una produzione prestigiosa e predispose un budget adeguato.
Per scrivere la sceneggiatura venne contattato il poeta e giornalista Carl Sandburg la cui opera The Prairie Years, prima parte di una biografia in sei tomi del XVI Presidente degli Stati Uniti, era stata pubblicata suscitando unanime consenso tre anni prima. Sandburg fornì qualche suggerimento ma avanzò richieste economiche eccessive e Griffith decise di rivolgersi ad altri scrittori. Uno di questi fu il trentenne Stephen Vincent Benét, il cui poema epico John Brown's Body aveva appena ricevuto il Premio Pulitzer. Benét redasse varie stesure della sceneggiatura, tutte respinte o rimaneggiate da John W. Considine Jr., uno dei produttori che verrà poi accreditato come consulente alla sceneggiatura e alla produzione.
Il ruolo del protagonista fu assegnato a Walter Huston, un veterano del teatro che aveva appena interpretato la sua prima parte di rilievo in The Virginian di Victor Fleming. Dal momento che Huston era molto più basso di Lincoln (che raggiungeva i 193 cm), dovette indossare delle scarpe rialzate per la maggior parte del film, cosa che si nota in particolare nei campi lunghi.

## Distribuzione
Il cavaliere della libertà venne distribuito nelle sale cinematografiche statunitensi a partire dall'8 novembre 1930, dopo l'anteprima del 25 agosto a New York.

### Date di uscita
- USA - 25 agosto 1930 (anteprima)
- Regno Unito (Abraham Lincoln) - 3 ottobre 1930
- USA (Abraham Lincoln) - 8 novembre 1930
- Irlanda (Abraham Lincoln) - 10 aprile 1931
- Spagna (Abraham Lincoln) - 7 settembre 1931

## Accoglienza
Il film si rivelò un insuccesso al box office, ciò nonostante ricevette critiche positive all'epoca della sua uscita. Il critico del New York Times Mordaunt Hall lo incluse tra i dieci migliori film del 1930, definendolo «un omaggio piuttosto pittoresco con una performance genuinamente elevata e ispiratrice da parte di Walter Huston», e apprezzando anche Una Merkel, "attraente e amabile" nel ruolo di Ann Rutledge.
Su The New Yorker, John Mosher ritenne Il cavaliere della libertà nel suo insieme un film di alta qualità, mentre la rivista Variety scrisse il 31 dicembre 1929: «È una realizzazione sorprendentemente superlativa... Dalla prima rissa fuori dall'emporio e la morte di Ann, Huston comincia ad innalzare il realismo della personalità di Lincoln». Anche Jonathan Rosenbaum del Chicago Reader apprezzò la performance del protagonista, così come il Film Daily che la considerò una delle migliori dell'anno.
Più recentemente, lo storico dei media Hal Erickson ha riportato su AllMovie: «La maggiore abilità di Griffith erano le riprese e il montaggio, come testimoniano le scene in cui Yankees e ribelli si mettono in marcia verso la guerra e l'emozionante ascesa del generale Sheridan attraverso la Valle dello Shenandoah. L'interpretazione di Walter Huston nei panni di Abramo Lincoln è solida, in grado di far apparire sensibile e credibile anche il più florido dei monologhi. Vacilla solo durante la prolungata scena della morte di Ann Rutledge».
Il critico Morando Morandini nel suo dizionario definisce Griffith «un po' a disagio con il sonoro, ma ancora capace di qualche momento inventivo» e il film «una biografia un po' statica e greve, ma viva».
Altri giudizi più recenti non sono stati così positivi, rilevando che Il cavaliere della libertà non ha retto al passare del tempo. Nel 1978 è stato incluso tra i peggiori film di sempre nel libro The Fifty Worst Films of All Time (and how they got that way) di Harry Medved e Randy Lowell, che hanno criticato in particolare le imprecisioni storiche (se non tendenti al revisionismo), i dialoghi rozzi e lo stile recitativo melodrammatico di Una Merkel. Nella sua recensione dell'edizione DVD uscita nel 2012, il critico Glenn Erickson ha scritto «La sua fervida semplicità appare più datata che mai, nonostante la buona interpretazione di Walter Huston nel ruolo principale». Secondo lo storico Melvyn Stokes la struttura "episodica" del film è andata a discapito della tensione drammatica, suggerendo che l'insuccesso di pubblico fu dovuto al fatto di «non aver niente da dire sull'argomento di una qualche attinenza od importanza per i frequentatori delle sale cinematografiche dell'America nell'era della grande depressione».

## Colonna sonora
Le canzoni che accompagnano il film sono per lo più brani tradizionali del XIX secolo e inni patriottici legati alla guerra di secessione americana:
- The Battle Hymn of the Republic (William Steffe/Julia Ward Howe, ca. 1856/1862)
- In the Gloaming (Annie Fortescue Harrison/Meta Orred, 1877)
- In the Sweet By-and-By (J.P. Webster/S. Fillmore Bennett, 1868)
- Yankee Doodle (canto tradizionale, ca. 1755)
- I Wish I Was in Dixie (Daniel Decatur Emmett, 1860)
- Battle Cry of Freedom (George Frederick Root, 1862)
- Hail to the Chief (James Sanderson, 1810)
- When Johnny Comes Marching Home (Louis Lambert, 1863)
- My Country, 'Tis of Thee (Lowell Mason, 1832)
- The Star-Spangled Banner (John Stafford Smith, 1814)

## Inesattezze storiche
La prima parte della vita di Lincoln è trattata in modo piuttosto accurato e il film affronta alcuni aspetti poco conosciuti come la storia con Ann Rutledge, la depressione e le tendenze suicide che seguirono la sua morte e l'interruzione (temporanea) del fidanzamento con Mary Todd, spiegata nel film con il persistente sentimento per Ann. Alcuni dei fatti descritti in seguito contengono però delle inesattezze:
- All'inizio della guerra di secessione, il generale unionista Winfield Scott è descritto come troppo sicuro di sé a proposito di una rapida vittoria, quando in realtà fu uno dei pochi a sostenere che la guerra sarebbe stata lunga e cruenta. Lo stesso Scott fu l'ideatore del cosiddetto "Piano Anaconda", il progetto che prevedeva di circondare gli stati confederati via mare e via terra, allo scopo di "stritolare" lentamente il Sud impedendo l'esportazione di materie prime verso l'Europa.
- In una sequenza Lincoln riceve un rapporto dai Servizi Segreti riguardo alle minacce rivoltegli da alcuni Copperheads del Partito Democratico. In realtà il Secret Service sarebbe stato creato solo nel luglio 1865, due mesi dopo la morte di Lincoln.
- Nel film la città di Washington viene salvata dal generale unionista Philip Henry Sheridan dall'offensiva portata nel giugno 1864 dall'esercito degli Stati Confederati guidato da Jubal Early. Tuttavia, il maggior responsabile della difesa della città fu il generale Horatio Wright del VI corpo d'armata.[1]
- Nella sequenza dell'assassinio di Lincoln, John Wilkes Booth entra attraverso una porta alla destra del Presidente. In realtà Booth entrò alla sinistra di Lincoln, sparandogli poi sotto l'orecchio sinistro. Immediatamente dopo, inoltre, salta indisturbato direttamente sul palcoscenico, mentre in realtà saltò dopo aver lottato con il maggiore Henry Rathbone (assente nella sequenza del film) e urtando la targa commemorativa di George Washington.